# Mecaphesa rufithorax
Mecaphesa rufithorax là một loài nhện trong họ Thomisidae.
Loài này thuộc chi Mecaphesa. Mecaphesa rufithorax được Eugène Simon miêu tả năm 1904.